# Rancho Nuevo del Carrizo
Rancho Nuevo del Carrizo är en ort i Mexiko.   Den ligger i kommunen San Felipe och delstaten Guanajuato, i den centrala delen av landet, 300 km nordväst om huvudstaden Mexico City. Rancho Nuevo del Carrizo ligger 2 265 meter över havet och antalet invånare är 325.
Terrängen runt Rancho Nuevo del Carrizo är kuperad åt nordväst, men åt sydost är den platt. Runt Rancho Nuevo del Carrizo är det ganska glesbefolkat, med 31 invånare per kvadratkilometer. Närmaste större samhälle är San Felipe, 17,2 km nordost om Rancho Nuevo del Carrizo. Trakten runt Rancho Nuevo del Carrizo består i huvudsak av gräsmarker.